# Jean-Gérard Fleury
Pour les articles homonymes, voir Fleury.
Jean-Gérard Fleury, né à Inchy le 24 novembre 1905 et mort à Rio de Janeiro le 2 juin 2002, est un homme d'affaires, aviateur, journaliste et écrivain français.

## Biographie
Issu d’une famille d’agriculteur du Nord de la France, Fleury sort diplômé de l’Institut d’Études Politiques et il devient avocat et journaliste à Paris. En 1931, il part réaliser un reportage sur la ligne aérienne Toulouse-Santiago du Chili. Passionné d'aviation et de l’Aéropostale, il fait la rencontre de pilotes comme Antoine de Saint-Exupéry, Marcel Reine, Henri Guillaumet ou bien Jean Mermoz. Ce dernier lui fera passer son brevet de pilote. Il entre comme responsable de la rubrique aéronautique à Paris-Soir dont il sera correspondant permanent au Brésil. Fleury y commence une carrière d'administrateur de sociétés et travaille, entre 1945 et 1978, pour différentes sociétés Hachette, Société Louis Breguet et Sud-Aviation correspondant du quotidien France-Soir. Il se mariera, le 23 mars 1944, avec Nalige de Souza Leão avec laquelle il aura deux enfants. Il meurt le 2 juin 2002 à Rio de Janeiro.
Jean-Gérard Fleury reçoit le Prix Albert-Londres en 1938.

## Œuvres
- Chemins du Ciel  (préf. J. Kessel, Lettre de l'aviateur Jean Mermoz), Paris, Nouvelles Éditions latines, 1933, 204 p.
- Un Homme Libre chez les Soviets, Paris, Les Éditions de France, 1936, 259 p.
- La Ligne (de Mermoz, Guillaumet, Saint-Exupéry et de leurs compagnons), Gallimard, 1939
- Getulio Vargas, président des États-Unis du Brésil, Plon, Paris, 1940
- Sud Amérique, Éditions de la Maison Française, New York, 1943